# Râu de Mori
Râu de Mori, alte Schreibweise Rîu de Mori [ˈrɨu de morʲ] (veraltet Suseni; deutsch Mühlendorf, ungarisch Malomvíz), ist eine Gemeinde im Kreis Hunedoara in der Region Siebenbürgen in Rumänien.
Râu de Mori ist auch unter der deutschen Bezeichnung Mühldorf und der ungarischen Malomvize bekannt.

## Geographische Lage

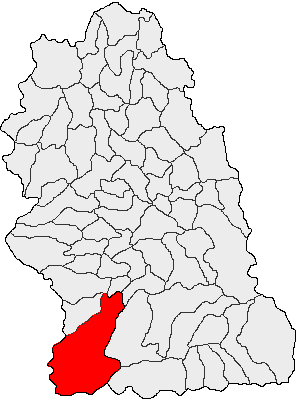
Lage der Gemeinde Râu de Mori im Kreis Hunedoara

Die Gemeinde Râu de Mori liegt im Südwesten Siebenbürgens im Hatzeger Land (Țara Hațegului), in den nördlichen Ausläufern  des Retezat-Gebirges. Am Bach Râușor – ein rechter Zufluss des Râul Mare – und der Kreisstraße (drum județean) DJ 686 gelegen, befindet sich der Ort ca. 18 Kilometer südwestlich der Kleinstadt Hațeg (Hatzeg); die Kreishauptstadt Deva (Diemrich) liegt etwa 68 Kilometer (42 km Luftlinie) nördlich von Râu de Mori entfernt.

## Geschichte
Der Ort Râu de Mori, ein ehemaliges Hörigendorf, wurde erstmals 1359 urkundlich erwähnt. Auf Grund archäologischer Funde auf einem von den Einheimischen Livada lui Binder genannten Areal ist nach Angaben von Nemeș (1988–1991), Andrițoiu (1992) und Kalmar-Maxim (1999) die Geschichte der Besiedlung der Region jedoch bis in die Bronzezeit zurückzudatieren. Des Weiteren sind nach Angaben von J. M. Ackner, I. Mallasz, I. Marțian u. a., Funde aus der Römerzeit gemacht worden. Im 15. Jahrhundert gehörte der Ort Râu de Mori zu den 30 Dörfern der kleinadligen Familie Cândea (später magyarisiert Kendeffy).
Die Bewohner leben heute vorwiegend von der Landwirtschaft und der Holzverarbeitung. Am Stausee Ostrov wird ein Wasserkraftwerk betrieben.

## Bevölkerung
1850 lebten auf dem Gebiet der heutigen Gemeinde 3781 Menschen. 3619 davon waren Rumänen,  73 Roma, 70 Magyaren, elf Siebenbürger Sachsen und acht andere. Die höchste Einwohnerzahl (5304) – und gleichzeitig die der Rumänen (5109) – wurde 1977 erreicht. Die höchste Anzahl der Ungarn (141) und die der Deutschen (55) wurde 1910, die höchste Anzahl der Roma (117) 1956 ermittelt. Darüber hinaus bezeichnete sich 1890 und 2002 ein Einwohner, 1977 vier Einwohner als Ukrainer, 1880, 1910 und 1977 je zwei Einwohner als Serben, 1910 und 1966 ein Einwohner als Slowake.
2002 lebten in der Gemeinde Râu de Mori 3546 Menschen, davon waren 3428 Rumänen, 88 Roma, 25 Magyaren, zwei Italiener, ein Ukrainer, ein Lipowaner und ein anderer.

## Sehenswürdigkeiten
- Die Ruinen des Anwesens der Familie Cândea, im 14. Jahrhundert errichtet,[5] steht unter Denkmalschutz.[9]
- Der Stausee Ostrov, ein Stausee des Flusses Râul Mare, nördlich des eingemeindeten Dorfes Ostrov (Groß-Rodendorf).
- Das Kloster Colț (⊙, „Mănăstirea Colț“), mit einer steinernen Kirche und Wehrturm,[10] im 15. Jahrhundert von der Familie Cândea gestiftet,[3] befindet sich südlich des eingemeindeten Dorfes Suseni.[11] In der Saalkirche mit einem kleinen Altar, sind Wandmalereien des 15. Jahrhunderts zu sehen; steht unter Denkmalschutz.[9]
- Die Ruine der Fliehburg Cetatea Colț, etwa 2,5 Kilometer (Luftlinie) südöstlich von Râu de Mori entfernt (⊙, 716 m), wurde in der zweiten Hälfte des 14. Jahrhunderts im Auftrag des Kleinadligen Cândea errichtet und im 16. und 17. Jahrhundert mit acht Meter hohen Wehrmauern und einem 12 Meter hohen Wehrturm erweitert,[3] steht unter Denkmalschutz.[9]
- Die Gemeinde ist auch Ausgangspunkt zu den Gipfeln des Retezat-Gebirges und zum Retezater Nationalpark (Parcul Național Retezat).